# Ritratto maschile (Parmigianino)
Il Ritratto maschile è un dipinto a olio su tavola (117x98 cm) del Parmigianino, databile al 1535 circa e conservato nel Kunsthistorisches Museum di Vienna.
Nel 1783 venne identificato con Malatesta IV Baglioni, condottiero e signore di Perugia dal 1527 al 1531. Tale identificazione sarebbe da escludere, visto il "periodo parmense" attribuito all'opera (1535 circa) e la morte invece del Baglioni, avvenuta alla fine del 1531.